# Palazzo Arlotta
Il Palazzo Arlotta è un edificio di valore storico e architettonico di Napoli, ubicato in via Chiatamone.

## Storia e descrizione
Il palazzo venne costruito negli anni '70 del XIX secolo (decennio in cui cominciò la colmata della litoranea di Chiaia) da un ignoto architetto, su commissione degli Arlotta, una ricca famiglia di banchieri, commercianti e politici dalle origini scillesi.
Si presenta come un austero edificio neorinascimentale di cinque piani (un piano terra, un ammezzato e i tre superiori), con basamento in bugnato liscio,  cornicione ornamentale aggettante sopra l'ultimo piano e portale d'accesso su via Chiatamone (e non su via Partenope). Il breve androne, con a destra lo scalone di rappresentanza ornato da una balaustra  marmorea finemente lavorata, introduce a un insolito cortile semicircolare. Il piano nobile ospita l'Istituto di Cultura Meridionale ed è abbellito in alcune sale da decorazioni pittoriche di gusto eclettico del pittore bolognese Rinaldo Casanova (lungamente attivo tra Napoli e Bari); mentre gli appartamenti degli altri piani sono adibiti ad abitazioni e studi professionali.